# Johann Nepomuk Krieger
Pour les articles homonymes, voir Krieger.
 (avril 2019).
Si vous disposez d'ouvrages ou d'articles de référence ou si vous connaissez des sites web de qualité traitant du thème abordé ici, merci de compléter l'article en donnant les références utiles à sa vérifiabilité et en les liant à la section « Notes et références ».
Johann Nepomuk Krieger (1865–1902) est un dessinateur sélénographe bavarois.

## Biographie
Il naît en Bavière, fils d'un maître brasseur, et s'intéresse très tôt à l'astronomie, bien qu'il ne soit scolarisé que jusqu'à l'âge de quinze ans.
Un héritage providentiel lui permet de faire construire un observatoire dans la banlieue de Munich. Le directeur de l'observatoire de Cologne lui donne suffisamment goût à l'observation lunaire pour que le jeune homme décide d'en faire l'œuvre de sa vie.
Johann Krieger décide de concevoir une carte définitive de la lune. Pour ce faire, il s'appuie sur une série de négatifs haute-résolution pris par l'Observatoire de Paris et par l'Observatoire Lick. Agrandissant ces images, elles lui servent de base pour ses travaux, et il reprend à la main les détails les plus précis, travaillant à la mine graphite et à l'encre. Il produit ainsi les cartes les plus précises conçues jusqu'alors, cartes qui continuent d'être considérées au XXIe siècle comme des chefs-d'œuvre de l'art.
Les 28 premières planches de son travail sont publiées dans le volume 1 de son Mond Atlas. Toutefois, il décède peu de temps après, sa santé fragile probablement minée par les longues nuits de travail passées au télescope. Environ 10 ans après sa mort, ses croquis et dessins restants sont publiés dans un second volume par le sélénographe autrichien Rudolf König.

## Hommages
- Un cratère lunaire est nommé en son honneur.
- Le second observatoire qu'il fait construire à Trieste, en Italie, porte le nom de sa femme, Pia. L'astéroïde (614) Pia est nommé en son honneur.